# Ayoze Pérez
Ayoze Pérez Gutiérrez (* 29. července 1993 Santa Cruz) je španělský profesionální fotbalista, který hraje na pozici ofensivního záložníka či křídelníka za španělský klub Real Betis, kde je na hostování z Leicesteru City.
Svou kariéru zahájil v klubu ze svého rodného města, v CD Tenerife, kde obdržel několik ocenění za své výkony v Segunda División v sezóně 2013/14. Poté se připojil k anglickému Newcastlu, kde strávil 5 let. Následně přestoupil do Leicesteru City.
Pérez reprezentoval Španělsko na úrovni do 21 let.

## Klubová kariéra

### Tenerife
Narodil se ve městě Santa Cruz de Tenerife na Kanárských ostrovech. Pérez je odchovancem místního klubu CD Tenerife, v jehož rezervním týmu debutoval v sezóně 2011/12. V A-týmu debutoval 21. prosince 2012 v ligovém zápase proti RSD Alcalá při bezbrankové remíze. Svoji první branku v klubu vstřelil 5. května následujícího roku do sítě Sanse. V sezóně nastoupil celkem do 16 zápasů a jednou skórovat, pomohl Tenerife k postupu do Segunda División po dvouleté nepřítomnosti.
Pérez odehrál svůj první profesionální zápas (ve druhé španělské lize) 18. srpna 2013 při porážkce 1:0 proti Alcorcónu. Svůj první gól ve mezi profesionály vstřelil 29. září při domácím vítězství 1:0 nad rezervním týmem Realu Madrid. 23. března následujícího roku si Pérez připsal svůj první hattrick v kariéře, a to v zápase proti Ponferradině. Byl to jeden z výkonů, díky kterým získal ocenění pro nejlepšího hráče měsíce března v soutěži, které obdržel i v dubnu.
V říjnu 2014 vyhrál Pérez ocenění pro nejlepšího mladého hráče, nejlepšího ofensivního záložníka Segunda División a zároveň se objevil v nejlepší jedenáctce soutěže.

### Newcastle United
Dne 5. června 2014 Pérez odmítl nabídky Realu Madrid, Barcelony a Porta a připojit se k anglickému klubu Newcastle United za poplatek ve výši okolo 3 milionů euro. V Premier League debutoval 17. srpna, když v 83. minutě domácí porážky 0:2 s Manchesterem City vystřídal Emmanuela Rivièra.
Pérez vstřelil svůj první gól při svém prvním ligovém startu 26. října při výhře 2:1 nad Tottenhamem Hotspur. O šest dní později vstřelil jediný gól zápasu proti Liverpoolu, když o poločase vystřídal Papisse Cissého. Dne 9. listopadu potvrdil svou střeleckou formu, když ve třetím po sobě jdoucím zápase vstřelil gól, tentokráte při výhře 2:0 nad West Bromwichem Albion. 9. května 2015 ukončil sérii osmi po sobě jdoucích porážek Newcastlu, když ve 41. minutě dalšího utkání proti West Bromwichi dal gól na konečných 1:1 a zajistil tím The Magpies záchranu v nejvyšší soutěži.
Dne 26. září 2015 vstřelill Pérez svoji první branku v sezóně 2015/16, když v zápase proti obhájcům titulu, proti londýnské Chelsea, otevřel v 42. minutě skóre a následně asistoval na branku Georginia Wijnalduma; zápas skončil remízou 2:2. 18. října dal další branku, tentokráte při vítězství 6:2 nad Norwichem City, jednalo se o první vítězství Newcastlu v sezóně. 1. února 2016 podepsal Pérez novou smlouvu do léta 2021.
Pérez zůstal v Newcastlu navzdory sestupu do EFL Championship, a pomohl klubu vrátit se do nejvyšší soutěže již po jedné sezóně. Pérez dal 9 gólů v 25 zápasech, včetně vítězných branek při vítězství 2:1 proti Brightonu a při výhře 3:0 nad Barnsley v posledním kole sezóny, která zajistila tak Newcastlu ligový titul.
Svůj první gól v ligové sezóně 2017/18 vstřelil 15. října při remíze 2:2 proti Southamptonu. Poté skóroval ve dvou po sobě jdoucích zápasech, nejprve jediný gól zápasu proti Stoke City a následně dvě branky při domácím vítězství 3:1 nad Lutonem v FA Cupu. 31. března 2018 vstřelil jediný gól utkání nad Huddersfieldem. Pérez následně potvrdil svou střeleckou formu góly pří výhrách nad Leicesterem City a Arsenalem. 13. května vstřelil dvě branky v posledním ligovém kole do sítě londýnské Chelsea při výhře 3:0.
Dne 9. března 2019 otočil dvěma brankami a asistencí na branku Salomóna Rondóna zápas proti Evertonu, který skončil výhrou Strak 3:2. 20. dubna 2019 dal svůj první hattrick v klubu, a to při výhře 3:1 nad Southamptonem. Stal se tak prvním hráčem klubu, který vstřelil hattrick v Premier League od Georginia Wijnalduma v roce 2015.

### Leicester City
Dne 4. července 2019 přestoupil Pérez do Leicesteru City za poplatek ve výši okolo 30 milionů liber. Soutěžní debut za Leicester City si odbyl 11. srpna při bezbrankové remíze s Wolverhamptonem Wanderers. 25. října 2019 vstřelil Pérez své první branky v dresu The Foxes, a to když při výhře 9:0 nad Southamptonem zaznamenal hattrick.
Dne 13. února 2021 se zranil při ligovém vítězství 3:1 nad Liverpoolem a musel tak vynechat následující 4 zápasy v Premier League a také oba dva zápasy šestnáctifinále Evropské ligy proti pražské Slavii. 11. dubna 2021 absentoval Peréz, spolu s Jamesem Madissonem a Hamzou Choudhurym, v zápase proti West Hamu United kvůli porušení protokolů Covid-19. V sezóně 2020/21 odehrál všech 6 zápasů pohárového tažení Lišek, které tým zakončil vítězstvím 1:0 ve finále proti Chelsea.
Ve druhém kole sezóny 2021/22 proti West Hamu obdržel přímou červenou kartu po zákroku na Pabla Fornalse.

## Reprezentační kariéra
Dne 29. srpna 2014 byl Pérez poprvé povolán do španělské reprezentace do 21 let na kvalifikační zápasy na Mistrovství Evropy do 21 let 2015 proti Maďarsku a Rakousku. Debutoval 4. září v zápase proti Maďarsku, když v 77. minutě vystřídal Munira El Haddadiho.

## Statistiky
K 16. září 2021
| Klub             | Sezóna  | Liga               | Liga   | Liga | Národní pohár | Národní pohár | Ligová pohár | Ligová pohár | Evropské poháry | Evropské poháry | Ostatní | Ostatní | Celkem | Celkem |
| Klub             | Sezóna  | Liga               | Zápasy | Góly | Zápasy        | Góly          | Zápasy       | Góly         | Zápasy          | Góly            | Zápasy  | Góly    | Zápasy | Góly   |
| ---------------- | ------- | ------------------ | ------ | ---- | ------------- | ------------- | ------------ | ------------ | --------------- | --------------- | ------- | ------- | ------ | ------ |
| Tenerife         | 2012/13 | Segunda División B | 16     | 1    | 0             | 0             | —            | —            | —               | —               | —       | —       | 16     | 1      |
| Tenerife         | 2013/14 | Segunda División   | 34     | 16   | 1             | 0             | —            | —            | —               | —               | —       | —       | 35     | 16     |
| Tenerife         | Celkem  | Celkem             | 50     | 17   | 1             | 0             | —            | —            | —               | —               | —       | —       | 51     | 17     |
| Newcastle United | 2014/15 | Premier League     | 36     | 7    | 0             | 0             | 3            | 0            | —               | —               | —       | —       | 39     | 7      |
| Newcastle United | 2015/16 | Premier League     | 34     | 6    | 1             | 0             | 2            | 0            | —               | —               | —       | —       | 37     | 6      |
| Newcastle United | 2016/17 | Championship       | 36     | 9    | 2             | 0             | 3            | 3            | —               | —               | —       | —       | 41     | 12     |
| Newcastle United | 2017/18 | Premier League     | 36     | 8    | 1             | 2             | 0            | 0            | —               | —               | —       | —       | 37     | 10     |
| Newcastle United | 2018/19 | Premier League     | 37     | 12   | 3             | 1             | 1            | 0            | —               | —               | —       | —       | 41     | 13     |
| Newcastle United | Celkem  | Celkem             | 179    | 42   | 7             | 3             | 9            | 3            | —               | —               | —       | —       | 195    | 48     |
| Leicester City   | 2019/20 | Premier League     | 33     | 8    | 2             | 0             | 5            | 0            | —               | —               | —       | —       | 40     | 8      |
| Leicester City   | 2020/21 | Premier League     | 25     | 2    | 6             | 1             | 1            | 0            | 4               | 0               | —       | —       | 36     | 3      |
| Leicester City   | 2021/22 | Premier League     | 2      | 0    | 0             | 0             | 0            | 0            | 1               | 1               | 1       | 0       | 4      | 1      |
| Leicester City   | Celkem  | Celkem             | 60     | 10   | 8             | 1             | 6            | 0            | 5               | 1               | 1       | 0       | 80     | 12     |
| Celkem           | Celkem  | Celkem             | 324    | 80   | 16            | 4             | 15           | 3            | 5               | 1               | 1       | 0       | 361    | 88     |

## Ocenění

### Klubové

#### CD Tenerife
- Segunda División B: 2012/13

#### Newcastle United
- EFL Championship: 2016/17[51]

#### Leicester City
- FA Cup: 2020/21[52]
- Community Shield: 2021[53]

### Individuální
- Hráč měsíce Segunda División: březen 2014,[12] duben 2014[13]
- Průlomový hráč sezóny Segunda División: 2013/14[14]
- Nejlepší ofensivní záložník Segunda División: 2013/14[15]
- Jedenáctka sezóny Segunda División: 2013/14[54]